# Just Let Me Breathe
Just Let Me Breathe è un singolo del gruppo musicale statunitense Sons of Apollo, pubblicato il 19 luglio 2019 come primo estratto dal primo album dal vivo Live with the Plovdiv Psychotic Symphony.

## Descrizione
Si tratta della reinterpretazione dell'omonimo brano inciso per Falling into Infinity dei Dream Theater, album nel quale hanno militato i due membri fondatori dei Sons of Apollo, Mike Portnoy e Derek Sherinian. A tal proposito, Portnoy ha spiegato l'inclusione del brano nelle scalette del gruppo:

## Video musicale
Il videoclip, pubblicato nel medesimo giorno del singolo, mostra il gruppo eseguire il brano al Teatro romano di Plovdiv.

## Tracce
Testi e musiche di Mike Portnoy, Derek Sherinian, John Petrucci, John Myung e James LaBrie..
1. Just Let Me Breathe (Live at the Roman Amphitheatre in Plovdiv 2018) – 5:53

## Formazione
Gruppo
- Jeff Scott Soto – voce
- Ron "Bumblefoot" Thal – chitarra, voce
- Derek Sherinian – tastiera
- Billy Sheehan – basso
- Mike Portnoy – batteria, voce

Produzione
- The Del Fuvio Brothers: Mike Portnoy, Derek Sherinian – produzione
- Jerry Guidroz – missaggio, mastering